# Чемпионат Европы по лёгкой атлетике в помещении 1982 — прыжок с шестом (мужчины)
Соревнования по прыжкам с шестом у мужчин на чемпионате Европы по лёгкой атлетике в помещении в Милане прошли 7 марта 1982 года во Дворце спорта «Сан-Сиро».
Действующим зимним чемпионом Европы в прыжках с шестом являлся Тьерри Виньерон из Франции.

## Рекорды
До начала соревнований действующими были следующие рекорды в помещении.
| Высшее мировое достижение        | Билли Олсон (США)         | 5,74 м | Канзас-Сити, США  | 27 февраля 1982 |
| Рекорд Европы                    | Константин Волков (СССР)  | 5,70 м | Москва, СССР      | 6 июля 1980     |
| Рекорд Европы                    | Тьерри Виньерон (Франция) | 5,70 м | Лион, Франция     | 18 января 1981  |
| Рекорд Европы                    | Тьерри Виньерон (Франция) | 5,70 м | Гренобль, Франция | 22 февраля 1981 |
| Рекорд чемпионатов Европы        | Тьерри Виньерон (Франция) | 5,70 м | Гренобль, Франция | 22 февраля 1981 |
| Лучший результат сезона в мире   | Билли Олсон (США)         | 5,74 м | Канзас-Сити, США  | 27 февраля 1982 |
| Лучший результат сезона в Европе | Александр Обижаев (СССР)  | 5,65 м | Вильнюс, СССР     | 10 января 1982  |
| Лучший результат сезона в Европе | Александр Крупский (СССР) | 5,65 м | Москва, СССР      | 21 февраля 1982 |

## Расписание
| Дата         | Раунд соревнований |
| ------------ | ------------------ |
| 7 марта 1982 | Финал              |

Время местное (UTC+2)

## Медалисты
| Золото             | Серебро                | Бронза                     |
| Виктор Спасов СССР | Константин Волков СССР | Владислав Козакевич Польша |

## Результаты
Обозначения: WB — Высшее мировое достижение | ER — Рекорд Европы | CR — Рекорд чемпионатов Европы | NR — Национальный рекорд | WL — Лучший результат сезона в мире | EL — Лучший результат сезона в Европе | PB — Личный рекорд | SB — Лучший результат в сезоне | DNS — Не вышел в сектор | NM — Без результата | DQ — Дисквалифицирован

Основные соревнования в прыжке с шестом у мужчин прошли 7 марта 1982 года. В сектор вышли 17 легкоатлетов. Виктор Спасов из СССР повторил европейский и национальный рекорд, взяв высоту 5,70 м.
| Место | Атлет               | Гражданство  | Результат | Примечания   |
| ----- | ------------------- | ------------ | --------- | ------------ |
| 1     | Виктор Спасов       | СССР         | 5,70 м    | =ER, EL, =CR |
| 2     | Константин Волков   | СССР         | 5,65 м    | SB           |
| 3     | Владислав Козакевич | Польша       | 5,60 м    | PB           |
| 4     | Александр Крупский  | СССР         | 5,55 м    |              |
| 5     | Атанас Тарев        | Болгария     | 5,55 м    |              |
| 6     | Жан-Мишель Белло    | Франция      | 5,40 м    | SB           |
| 7     | Мауро Барелла       | Италия       | 5,40 м    |              |
| 8     | Миро Залар          | Швеция       | 5,40 м    | SB           |
| 9     | Даниэль Эбишер      | Швейцария    | 5,30 м    | PB           |
| 10    | Ален Доньяс         | Франция      | 5,20 м    |              |
| 10    | Райнхард Лехнер     | Австрия      | 5,20 м    |              |
| 12    | Франтишек Янса      | Чехословакия | 5,00 м    |              |
| 13    | Юрген Винклер       | ФРГ          | 5,00 м    |              |
| 13    | Рохер Ориоль        | Испания      | 5,00 м    |              |
| 15 !  | Винченцо Беллоне    | Италия       | NM        |              |
| 15 !  | Гюнтер Лоре         | ФРГ          | NM        |              |
| 15 !  | Раули Пудас         | Финляндия    | NM        |              |